# Enrique Macaya Lahmann
Enrique Macaya Lahmann (San José de Costa Rica, 1905 - San José de Costa Rica, 1982) fue un abogado e intelectual costarricense.

## Formación académica
Se graduó de abogado en la Universidad de París y se doctoró en Filosofía en la Universidad Cornell (Estados Unidos).

## Principales obras publicadas
Bibliografía del Lazarillo de Tormes (1935), Estudios hispánicos (1935-1938), Estudios breves (1938), Austeridad y cultura (1978) y numerosos ensayos y artículos. 

## Principales cargos públicos
Presidente del Consejo Directivo de la Editorial Costa Rica, Embajador de Costa Rica en España (1966-1968). 

## Cargos internacionales
Miembro del Consejo Ejecutivo de la UNESCO (1966-1974)

## Actividad académica y docente
- Secretario general (1944-1945) y profesor de la Universidad de Costa Rica; decano de la Facultad de Ciencias y Letras de la Universidad de Costa Rica.
- Ingresó a la Academia Costarricense de la Lengua en 1953 (Silla A).

## Honores
- Oficial de la Legión de Honor de Francia.